# En eaux dangereuses
En eaux dangereuses (Trace Elements, dans les éditions originales en anglais) est un roman policier américain de Donna Leon, publié en 2020. C'est le 29e roman de la série mettant en scène le personnage de Guido Brunetti.

## Éditions
Éditions originales en anglais
- (en) Donna Leon, Trace Elements, Londres, William Heinemann, 5 mars 2020, 288 p. (ISBN 978-1-78515-243-6) — Édition britannique
- (en) Donna Leon, Trace Elements, New York, Atlantic Monthly Press, 3 mars 2020, 320 p. (ISBN 978-0-8021-4867-4) — Édition américaine

Éditions françaises
- Donna Leon (auteur) et Gabriella Zimmermann (traducteur) (trad. de l'anglais), En eaux dangereuses [« Trace Elements »], Paris, Calmann-Lévy, 16 septembre 2021, 339 p. (ISBN 978-2-7021-8273-4, BNF 46873824)
- Donna Leon (auteur) et Gabriella Zimmermann (traducteur) (trad. de l'anglais), En eaux dangereuses [« Trace Elements »], Paris, Points, coll. « Points policier » (no P5588), 3 juin 2022, 384 p. (ISBN 978-2-7578-9126-1, BNF 47201484)

## Adaptation télévisée
À la différence des 26 premiers romans de la série mettant en scène le commissaire Brunetti, Trace Elements n'a pas encore fait l'objet d'une adaptation télévisée, dans le cadre de la série Commissaire Brunetti, produite par le réseau ARD.